# Tsikoudia

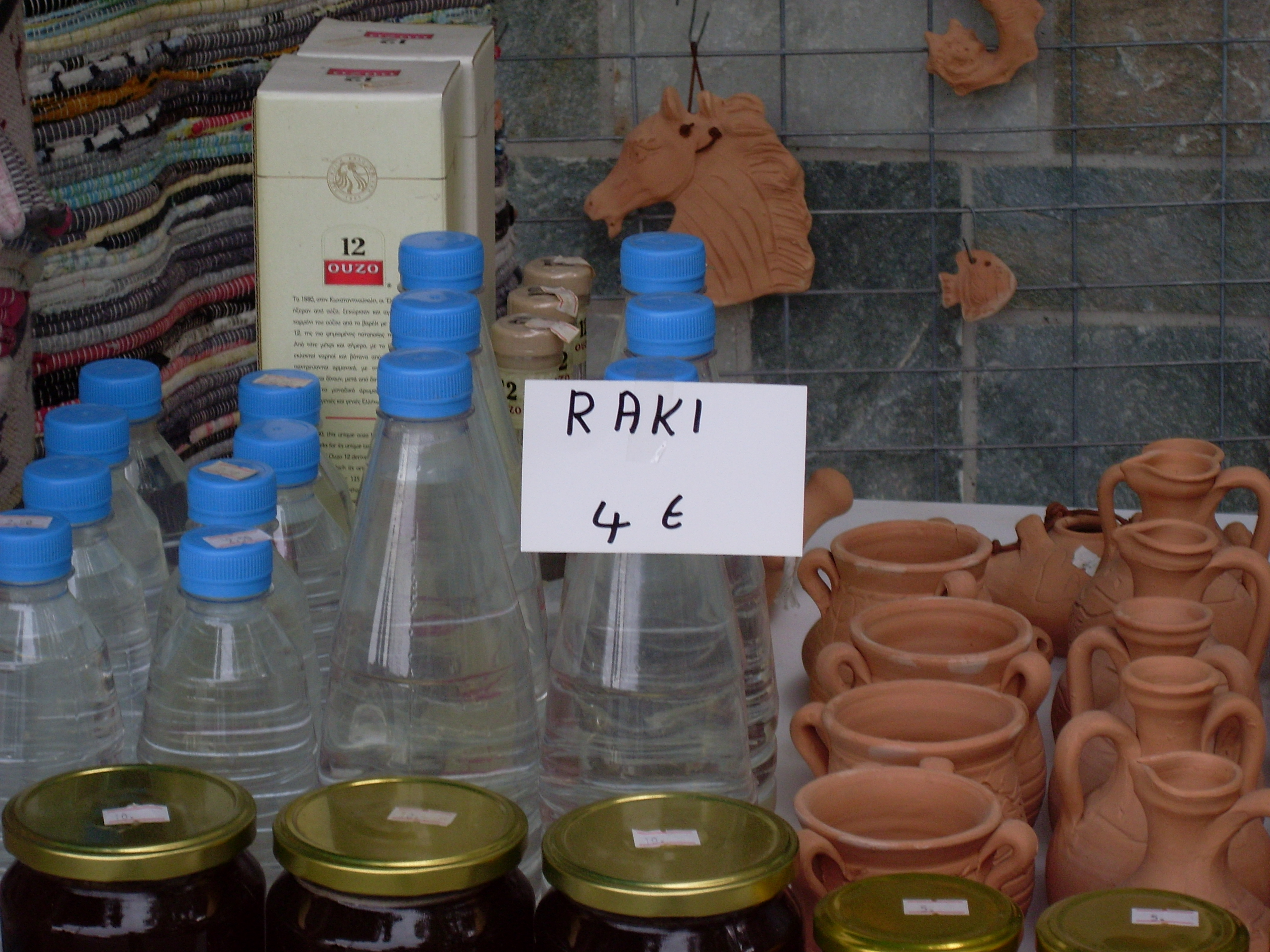
Ambachtelijk gestookte raki in PET-flessen, te koop aangeboden in een souvenirwinkeltje op Kreta

Tsikoudia (Grieks: τσικουδιά) is een op Kreta geproduceerde brandewijn. De drank is sterk verwant aan de Noord-Griekse tsipouro, maar doorgaans wat sterker van smaak en alcoholpercentage. Het alcoholgehalte kan oplopen tot 65%. De drank is helder van kleur. Tsikoudia wordt ook soms eenvoudigweg 'raki' (Grieks: ρακί) genoemd op grond van de overeenkomsten met de Turkse raki, met dien verstande dat er meestal geen anijs wordt toegevoegd. De versie met anijs vertroebelt net als ouzo wanneer er water wordt toegevoegd.

## Vervaardiging
Wanneer na de oogst de druiven worden geperst om er most uit te verkrijgen (om wijn van te maken) blijft er een massa over die naast veel druivenschillen en pitjes ook nog wat druivensap bevat. Deze druivenkoek wordt met wat water vermengd en daarna vergist. Er ontstaat een troebel, alcoholhoudend vocht met een sterkte van circa 5-6%. Deze wijnachtige vloeistof wordt meerdere keren gedestilleerd; hierbij worden kruiden toegevoegd opdat het destillaat de smaak daarvan opneemt. Welke kruiden en hoeveel is het geheim van de maker. De recepten worden veelal van vader op zoon overgeleverd en omvatten soms tientallen kruiden die veelal hoog in de bergen worden verzameld.
Het destilleren van tsikoudia is in Kreta aan een streng vergunningsstelsel gebonden, hoewel er nog veel illegale stook plaatsvindt.
Tegenwoordig wordt veel meer tsikoudia gemaakt dan pakweg dertig jaar terug, vooral om aan de vraag van (veelal Griekse) toeristen te voldoen. Hoewel de smaak niet helemaal consistent is, is de tsikoudia per plaats duidelijk verschillend.

## Typering
Tsikoudia was de drank van boeren en eenvoudige mensen, en werd voornamelijk gedronken in de kleinere dorpen waar vrijwel elke bewoner zijn eigen tsikoudia maakt. Vooral op Kreta is de drank populair. Bovendien zien veel Kretenzers het drinken van tsikoudia als iets voor echte mannen - iets wat vooral op Kreta erg zwaar telt. Vroeger dronken de beter gesitueerden uitsluitend metaxa of (bij uitzondering) ouzo of masticha, maar deze trend is sinds een jaar of vijftien gekenterd.
Tsikoudia wordt bewaard in eenvoudige flessen, soms zelfs gewone plastic waterflessen.  De dorpelingen drinken deze sterkedrank op elk moment van de dag. Soms gekoeld, maar steeds geserveerd in piepkleine borrelglaasjes. Vroeger werd er steevast iets bij te eten geserveerd, een traditie die vooral in de kleinere dorpen nog stand houdt. In Griekenland kan men aangeven dat men genoeg heeft gehad door een bodempje drank in het glas te laten staan, de waard of gastheer zal dan begrijpen dat er niet meer bijgeschonken hoeft te worden.